# Bombita (Manuel Torres Reina)
Manuel Torres Reina plus connu sous le nom de Bombita III né le 9 octobre 1884 à Tomares (Espagne, province de Séville), mort à Valence (Espagne) le 10 octobre 1936 est un matador espagnol.

## Présentation  et carrière
Il est le cadet d'une dynastie de toreros comprenant : Bombita (son aîné) et   Bombita II . 
Il débute en public à l'âge de quatorze ans le 9 octobre 1898 à Sanlúcar de Barrameda. Troisième et dernier Bombita de la dynastie il reçoit l'alternative le 15 septembre 1907 des mains de  Bombita II à Saint-Sébastien et il confirme quelques semaines plus tard à Madrid, face à des toros de Benjumea. Son parrain est toujours Bombita II, son témoin est Regasterín . 
Sa carrière est très courte (dix ans), il se retire des arènes en 1917 et il meurt à Valence le 10 octobre 1936.
Surnommé  Bombita Chico . , il n'a jamais connu la gloire de ses frères. On le considérait comme un matador médiocre, quoique gracieux dans ses mouvements, et bel athlète. Sa spécialité était de dominer les taureaux fuyards et sourois. on lui reconnait un certain courage .